# Laky Demeter
Laky Demeter (Keszthely, Zala vármegye, 1818. december 25. – Csorna, 1902. augusztus 2.) pedagógiai író, műfordító, a csornapremontrei kanonok-rend perjele.

## Életpályája
Laky Imre iparos és Petes Erzsébet fia. A gimnázium hat osztályát szülővárosában, a bölcseletet Győrött végezte s 1838. szeptember 20-án a premontrei rendbe lépett; a Csornán töltött próbaév után a teológiai négy évi tanfolyamra Győrbe küldték. Már mint a győri teológiai líceum hallgatója John Milton Elveszett paradicsomának ötös jambusokban való lefordításával (mely mindeddig kéziratban van) kivívta Czuczor Gergely elismerését. 1843. július 23-án pappá szentelték és Szombathelyre nevezték ki a gimnázium I. osztályának tanárává; 1844-45-ben ugyanott a szónoklattant adta elő; mire Türjére vonult és a költészettan előadására készült. 1847-49-ben Keszthelyen volt a költészet és szónoklat lelkes tanára.
1848-ban mint főhadnagy a határőrizetre mozgósított nemzetőri csapatban a horvátok ellen a Mura mellett fegyveres szolgálatot végzett; de Jellacsics betörése után visszavonult magányába s folytatta előadásait. 1849. szeptember 7-én a császári csapatok parancsnoka elfogatta; előbb Bécsbe, onnét Pozsonyba, Győrbe s Pestre az Újépületbe vitték; október 15-én nyolc évi vasban töltendő várfogságra ítélték; ebből 2 és fél évet Olmützben, másfél évet Jozefstadtban töltött. Ez idő alatt az angol, francia, olasz és spanyol nyelvekben képezte ki magát és pár társával Edward Gibbon, The history of the decline and fall of the roman empire („A római birodalom hanyatlásának és bukásának története”) című munkájának fordításával foglalkozott.
1853. október 14-én kegyelem útján kiszabadult fogságából. Hazatérése után sokáig rendőri felügyelet alatt állott és a tanítástól is el volt tiltva; ezért a rend csornai székházban húzódott meg, ahol eleinte mint házgondnok, 1858-tól mint préposti titkár, a rendi növendékek tanára és később mint rendjének kormányzó perjele működött. 1893. július 23-án áldozópapságának félszázados évfordulóját ünnepelte.
Rendi teendői mellett mindig foglalkozott a tudományokkal és irodalommal; többi között az ő és Simon Vince prépost intézkedésének eredménye volt, hogy a szerzet Névtárát magyarul adja ki, mi hazánkban a katolikus egyházi rendeknél nagy ritkaság volt akkoriban.
Az irodalmat elsősorban mint lírikus és műfordító művelte. Emellett a költészet elméletét is közreadta kortársai számára: A költészetnek rövid elméleti s gyakorlati rendszere és történeti vázlata című munkáját mint az első magyar nyelvű poétikát tartják számon.
Költeményeket, szonetteket írt az Athenaeumba (1839) és a Magyar Sajtóba (1856. 217. sz.); a pápai Ifjusági Plutarchba (I. 2. f. 1859. O’Connel, Dániel, II. 1., Szent Norbert); a rend Névtárába (1860. A csornai prémontrei prépostság történelme, 1871-75. a horpácsi türjei s jánoshidai prépostságok történelme); a Győri Közlönybe (1861. 49. sz. Alkalmi beszéd, melyet a csornai csatában 1849. jún. 13. elesett honvédek emlékének leleplezésekor 1861. jún. 13. a csornai sirkertben mondott); a Sopronba (1871. 6. sz. Fertő tava): a Magyar Nyelvőrbe (1873. A tudományos magyar nyelvtan érdekében); a Kath. Szemlébe (1888. A szépirodalom és szépművészetek), a Magyar Sionba (1889, könyvism.); a győri Borromaeus c. folyóiratba (1894. Alkalmi beszéd a csornai tűzoltó szövetkezés zászlószentelési ünnepélyén; ezen folyóiratban több egyházi beszéde is jelent meg); a Rudolf Emlék-Albumba (1897. Bepillantás a jövendőbe); az Egyetemes Encycopaediának is munkatársa volt.

## Elismerései
- 1887 Ferenc József-rend lovagkeresztje

## Emlékezete
- Utcanév őrzi az emlékét (Laky Döme utca alakban) Csorna belvárosában, majdnem közvetlenül az ottani premontrei apátság épületegyüttese mellett.
- Ugyancsak őrzi az emlékét egy utca neve Szombathelyen és egy kis köz neve Keszthelyen is (mindkettő Laky Demeter névalakot használva).
- Szerepel az arcképe azon az ugyancsak csornai emlékművön, amely az 1848-49-es szabadságharcban részt vett öt premontrei kanonok emlékét őrzi.
- Reziben az ő nevét viseli a község turistaháza.

## Művei
- Pásztordal Balassa Gábor szombathelyi püspök beiktatásakor 1844. márcz. 28. Szombathely (a Balatonvidék 1897. 26. s. ujra lenyomtatva)
- A költészetnek rövid elméleti s gyakorlati rendszere és történeti vázlata. Szombathely, 1847
- Irályrendszer, vagyis szerkesztés módja a gyakorlati életben előforduló írásműnemeknek. Pest, 1854
- Szonettek a fényes ünnepélyre, midőn Nagy-Kéri Scitovszky Ker. János herczegprimás és bibornok ... az esztergomi főegyházat aug. 31. 1856. fölszentelé. A csornai prémontréiektől. Szombathely
- Kardal nagys. és ft. Gyöngyösy Pál csornai prépost úrnak jan. 1. 1857. tartott aranymise ünnepélyére a prémontréi kanonok-rendtől, Uo.
- Irodalomtörténet. Pest, 1868 (a Lonkay-féle Olvasókönyv I. kötetét rendezte sajtó alá és hozzá irta ez Irodalomtörténetet a Szent-István-társulat megbizásából)
- Irály- és költészettan. Gymnasiumi használatra. Uo. 1862. (7. kiadás 1873., 9. k. 1875. Uo. tíz kiadásban mintegy husz évig volt használatban.)
- Örömdal Simon Vincze csornai prémontréi kanonok rendi prépost beiktatására. Szombathely, 1861
- Ékesszólástan a gymnasium használatára. Pest, 1864
- Irály- és verstan. Gymnasiumi használatra; Eggenberger, Bp., 1878
- A női erény és méltóság irányelvei. Nőnevelési tájékoztatóúl írta Laky Demeter; Fischer Ny., Győr, 1889